# Villa Olivari
Villa Olivari es una localidad y municipio de la provincia de Corrientes, Argentina. Se encuentra en el nordeste de la provincia, en el departamento Ituzaingó. Su principal actividad económica es la industria forestal, que aprovecha las grandes extensiones de bosques implantados en los alrededores.

## Vías de comunicación

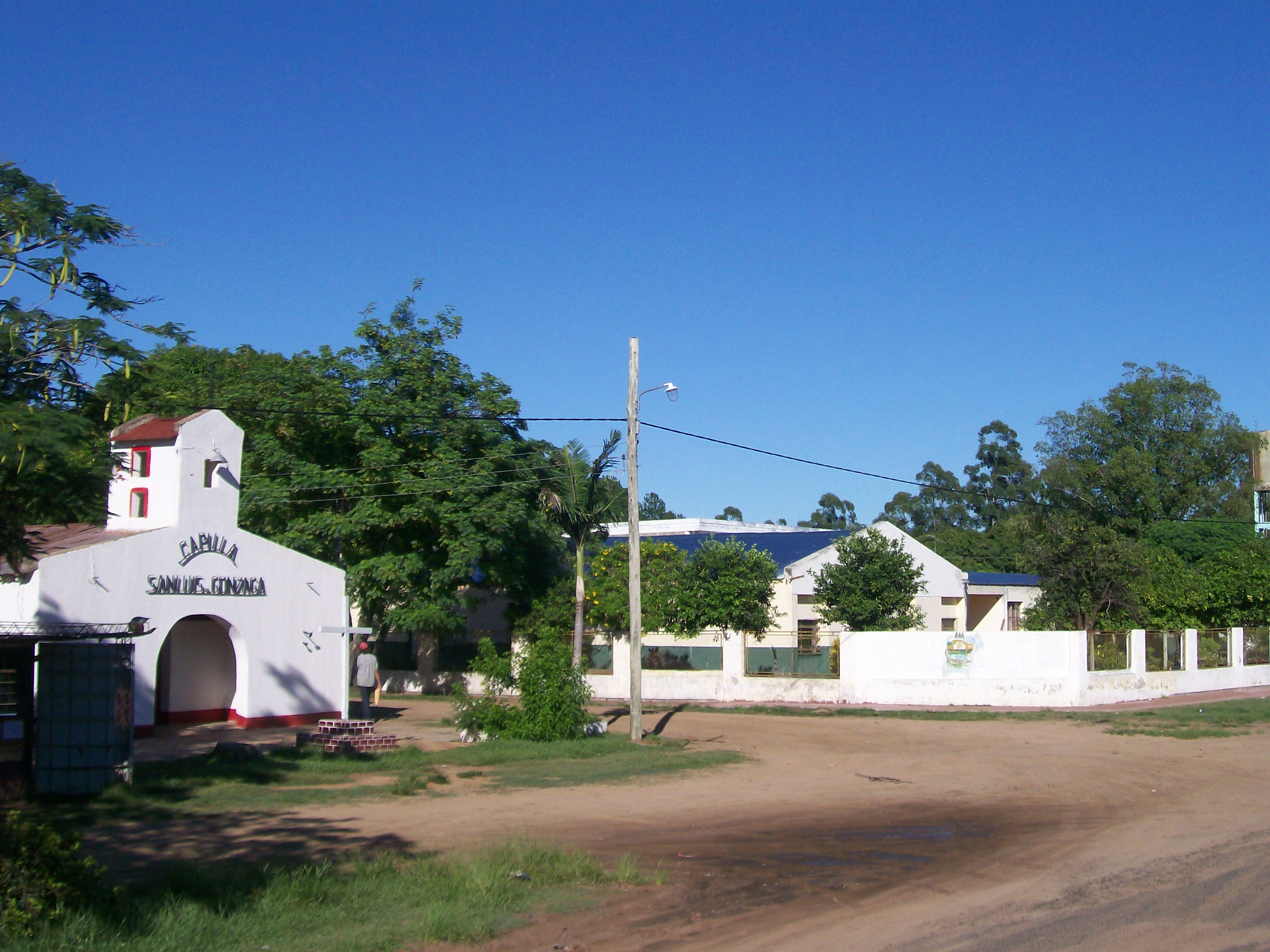
Capilla y escuela de Villa Olivari sobre la ruta Nacional 12.

El ejido urbano de Olivari se halla recostado sobre el lado sur de la ruta Nacional 12, la cual es su principal vía de comunicación, vinculándola al oeste con Itá Ibaté y Corrientes, y al este con Ituzaingó y Posadas.
El río Paraná pasa a escasos 5 kilómetros de la localidad, pero no existe actualmente infraestructura portuaria en la zona.

## Puerto
Existe un proyecto para instalar un puerto de gran porte sobre el río Paraná en jurisdicción del municipio de Villa Olivari, el cual brindaría servicio a la producción del nordeste de Corrientes y la provincia de Misiones y también propiciaría una conexión ferroviaria a la zona.

## Población
Cuenta con 1 276 habitantes (Indec, 2010), lo que representa un incremento del 26,2% frente a los 1 011 habitantes (Indec, 2001) del censo anterior.
| Gráfica de evolución demográfica de Villa Olivari entre 1991 y 2010 |
|                                                                     |
| Fuente: Censos nacionales del INDEC                                 |